# Суджанская крепость
Суджанская крепость — исторические укрепления Суджи Курской области.

## История
Суджа была основана в 1661 году беженцами с территории Гетманщины, обратившимися с челобитной к царю Алексею Михайловичу и получившими разрешение на основание поселения. Поселенцы поставили острог «на татарской сакме … на Вишневом городище» (то есть при дороге, на месте ранее существовавшего поселения). Город находился на обширном и высоком плато, почти со всех сторон окружённом водой. С севера его омывала речка Олешня, с востока и юга — река Суджа, по которой и было названо поселение, а с запада его окаймляло труднопроходимое Гусиное болото.
В 1668 году во время мятежа Брюховецкого в Судже стояли войска воеводы Григория Ромодановского. Впоследствии она не раз являлась оперативной базой русских войск. В 1725 году Суджа пострадала от сильного пожара, во время которого сгорели укрепления Большого острога, которые больше не восстанавливались. Через четыре года Суджанская крепость была отнесена к категории иррегулярных и снята с ежегодного казённого содержания. Её ремонт и охрана возлагались на тамошних обывателей. По описанию 1760 года, крепость была уже достаточно ветхой, а к 1786 году полностью развалилась. Остатки оборонных земляных валов срыли в конце XVIII — начале XIX веков при перестройке города по новому регулярному плану. Каких-либо следов крепости в современной Судже не сохранилось.

## Описание
Согласно первому описанию, составленному стольником Герасимом Рагозиным в 1665 году, деревянная крепость состояла из Малого города (кремля) и Большого города. В плане она представляла неправильный прямоугольник с общим периметром стен 1333 м. В ещё недостроенном на тот момент Большом городе должно было быть 13 башен, из них три проездных — Сумской, Московской и Водяной. Все башни были четырёхугольными, за исключением одной восьмигранной (Сумской) и одной пятигранной в юго-восточном углу. Ограда Большого города представляла собой забор из брёвен высотой 2,13 м, укреплённый с внутренней стороны тарасами, засыпанными землёй и игравшими роль боевой площадки. Стена стояла на небольшом валу, перед которым был выкопан ров. На территории Большого города стояли две деревянные церкви.
Малый город находился в юго-западном углу крепости, имел квадратную форму с длиной сторон около 46 м. Он был обнесён острожной стеной с одной проездной башней. Его защищал по периметру собственный ров. Внутри острога помещались воеводский двор, караульная изба и пороховой погреб. Уже к 1667 году Малый город был расширен и начал занимать около трети всей территории Большого города. Новая цитадель имела периметр 567 м, стены с обламами, восемь четырёхугольных башен и двое ворот, в том числе одни со стороны Гусиного озера. К озеру был также прокопан тайник. Глубина и ширина рва вокруг Малого города составляла 5 м.